# Coco Vandeweghe
Colleen "Coco" Vandeweghe Mullarkey (New York, 6. prosinca 1991.) američka je profesionalna tenisačica.

## Životopis
Vandeweghe dolazi iz sportske obitelji. Njezini ujak i djed, Kiki i Ernie Vandeweghe, bivši su NBA košarkaši, a majka, Tauna Vandeweghe, bivša je plivačica i odbojkašica koja je predstavljala SAD na olimpijskim igrama u oba sporta. Coco nosi majčino prezime.
Počela je trenirati tenis uz brata Beaua. Godine 2008. osvojila je juniorski US Open.
Rezultat karijere joj je finale Stanforda 2012., u kojem je poražena od Serene Williams. Najbolji rezultat na Grand Slam turnirima ostvarila je 2011. godine, drugim kolom US Opena.
Trener joj je Jan-Michael Gambill.

## Stil igre
Vandeweghe, koja je visoka 185 cm, ima jedan od najboljih servisa na WTA Touru.

## Rezultati na Grand Slam turnirima
| Grand Slam      | 2008. | 2009. | 2010. | 2011. | 2012. |
| --------------- | ----- | ----- | ----- | ----- | ----- |
| Australian Open | -     | -     | 1k    | 1k    | -     |
| Roland Garros   | -     | -     | -     | 1k    | -     |
| Wimbledon       | -     | -     | -     | 1k    | 1k    |
| US Open         | 1k    | -     | 1k    | 2k    |       |

## Plasman na WTA ljestvici na kraju sezone
| 2007. | 2008. | 2009. | 2010. | 2011. | 2012. |
| ----- | ----- | ----- | ----- | ----- | ----- |
| 746.  | 405.  | 354.  | 114.  | 127.  |       |

## Vanjske poveznice
- Profil na stranici WTA Toura (engl.)